# Johann Koch (Politiker, um 1600)

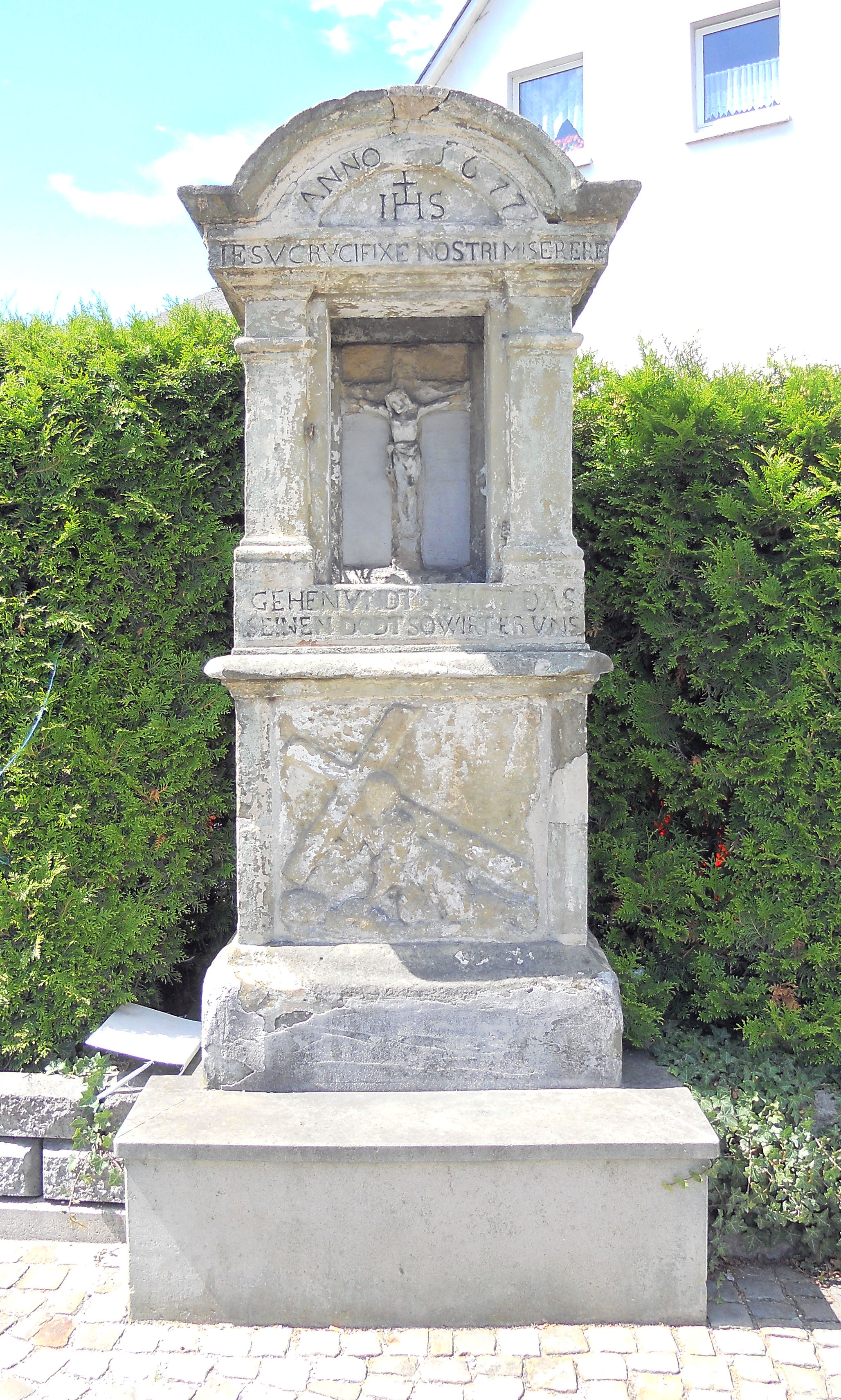
Von Johann Koch und seiner Frau gestifteter Bildstock

Johann Koch (* um 1600 in Beringhausen; † 1687 in Brilon) war ein deutscher Kaufmann und Bürgermeister der Stadt Brilon.

## Leben
Seine Ausbildung zum Kaufmann machte er im kurkölnischen Volkmarsen.
Koch war der Schwiegersohn des Briloner Kaufmannes und Weinwirtes Johann Winterberg, er war seit 1629 verheiratet mit Magdalena Winterberg. Nach dem Tode Winterbergs führte er dessen Unternehmen erfolgreich fort und wurde zu einem angesehenen Briloner Bürger. Insgesamt fünfmal wurde er zum Bürgermeister berufen, das Amt des Kämmerers der Stadt hatte er auch fünfmal inne.
In den Jahren 1647 bis 1653 war er als einer von vier Schützenschaffern in einer Spitzenposition bei der alten Schützengesellschaft von 1417. Diese Gesellschaft spielte eine gewichtige Rolle bei der öffentlichen Sicherheit. Das Amt war mit hohem Ansehen verbunden.
Während des Dreißigjährigen Krieges verlieh Koch mehrfach größere Geldbeträge an die notleidende Stadt.
Aus einem städtischen Kämmereibuch geht hervor, dass er „in einem Waldstück Holzkohle brennen ließ“.
Seine Brüder Elias und Andreas sowie seine Schwester Anna wurden durch Heirat ebenfalls in Brilon ansässig. Sie gehörten zu den Familien des gehobenen Bürgertums.
Aus der Ehe mit Magdalena Winterberg gingen bis 1654 mindestens acht Kinder hervor. Magdalena Winterberg starb 1683, im Kirchenbuch ist folgender Nachruf zu lesen (im Original in Latein): „Die tugendhafte Frau aus einem der ältesten Geschlechter Brilons sei eine einzigartige Wohltäterin der Kirche gewesen, die die Altäre ausgeschmückt und sehr viele Kostbarkeiten geschenkt habe. Sie sei sehr freigiebig gegenüber den Armen und allen Menschen gewesen. Sie habe 54 Jahre in der Ehe gelebt und in einem seltenen Beispiel bis in die dritte Generation das Heil ihrer Nachkommen gesehen, an dem sie so sehr mitgewirkt habe.“
Johann Koch erreichte ein für damalige Verhältnisse ungewöhnlich hohes Alter von über 85 Jahren. An ihn und seine Frau erinnert noch heute ein von ihnen gestifteter Bildstock vor dem Oberen Tor, an dem Platz, an dem früher das Siechenhaus stand.